# Holiday Rap
Holiday Rap é um single da dupla de hip hop neerlandesa MC Miker G & DJ Sven. A canção foi lançada na maioria dos países europeus em 1986 e alcançou sucesso, liderando as paradas da Holanda, Bélgica, França, Itália, Suíça e Alemanha Ocidental e alcançando o primeiro lugar na parada European Hot 100 Singles. Na América do Norte, o single não chegou às paradas nos Estados Unidos, mas alcançou a posição nove no Canadá.

## Música e letra
Musicalmente, a música é baseada no hit de 1983, "Holiday", da Madonna. O DJ Martin van der Schagt tinha um estúdio caseiro onde gravou a versão demo de "Holiday Rap" usando os loops originais de "Holiday" de Madonna. Não sendo possível um lançamento comercial, o produtor Ben Liebrand descobriu quais instrumentos foram usados no original e regravou a música do zero em vez de samplear o original, com letras diferentes e novas melodias. Nas letras, os dois cantores contam sobre suas férias de verão em várias cidades, como Londres e Nova York. A música também apresenta uma interpolação do refrão de "Summer Holiday", de Cliff Richard".

### Prêmios e Indicações
O videoclipe da música foi eleito pela MuchMusic como o pior videoclipe de 1986.

### Legado
Versões Cover
- 1987: Saragossa Band
- 2004: Groove Coverage

Paródias
- A canção "Holland rep", de Hague Harry e Hollandscheveldse Hendrik, é uma parodia de Holiday Rap. Esta música, de 1986, é uma ode à praia de Scheveningen .
- Em 1987, o russo Sergey Minaev, DJ e cantor pop soviético de meados da década de 1980, especializado em canções humorísticas e paródias musicais, apresentou sua versão chamada "DJ's Rap ( Рэп дискжокея )" com novas letras sobre a censura soviética em tom satírico.[4] Ganhou grande popularidade em toda a URSS em 1989, quando o videoclipe foi lançado.

## Faixas do Single
| CD maxi |                            |                |         |  |
| N.º     | Título                     | Compositor(es) | Duração |  |
| 1.      | "Holiday Rap" (extended)   |                | 6:22    |  |
| 2.      | "Holiday Rap" (a cappella) |                | 6:10    |  |
| 3.      | "Whimsical Touch"          |                | 5:01    |  |
| 4.      | "Holiday Rap" (radio edit) |                | 4:27    |  |

| 7-inch single |                   |                |         |  |
| N.º           | Título            | Compositor(es) | Duração |  |
| 1.            | "Holiday Rap"     |                | 4:25    |  |
| 2.            | "Whimsical Touch" |                | 5:00    |  |

| 12-inch maxi |                                      |                |         |  |
| N.º          | Título                               | Compositor(es) | Duração |  |
| 1.           | "Holiday Rap"                        |                | 6:20    |  |
| 2.           | "Holiday Rap" (accapella)            |                | 6:09    |  |
| 3.           | "Holiday Rap" (hip hop instrumental) |                | 6:20    |  |
| 4.           | "Whimsical Touch"                    |                | 5:00    |  |

## Desempenho nas Paradas Musicais
| Parada Musical (1986–1987)                  | Desempenho |
| ------------------------------------------- | ---------- |
| (Australian Music Report)                   | 11         |
| Áustria (Ö3 Austria Top 75)                 | 2          |
| Bélgica (Ultratop 50 de Flandres)           | 1          |
| Canadá (RPM Top Singles)                    | 9          |
| Dinamarca (IFPI)                            | 3          |
| (Eurochart Hot 100)                         | 1          |
| (Suomen virallinen lista)                   | 3          |
| França (SNEP)                               | 1          |
| (Musica e dischi)                           | 1          |
| Países Baixos (Dutch Top 40)                | 1          |
| Países Baixos (Single Top 100)              | 1          |
| Noruega (VG-lista)                          | 3          |
| (AFYVE)                                     | 2          |
| Suécia (Sverigetopplistan)                  | 7          |
| Suíça (Schweizer Hitparade)                 | 1          |
| Reino Unido (UK Singles Chart)              | 6          |
| Alemanha Ocidental (Official German Charts) | 1          |

| Parada Musical (1991)          | Desempenho |
| ------------------------------ | ---------- |
| Países Baixos (Single Top 100) | 62         |

| Parada Musical (1986)                 | Desempenho |
| ------------------------------------- | ---------- |
| (Ö3 Austria Top 40)                   | 29         |
| (Ultratop)                            | 32         |
| (European Hot 100 Singles)            | 17         |
| (Dutch Top 40)                        | 14         |
| (Single Top 100)                      | 11         |
| (Schweizer Hitparade)                 | 27         |
| West Germany (Official German Charts) | 5          |

| Parada Musical (1987)     | Desempenho |
| ------------------------- | ---------- |
| (Australian Music Report) | 88         |
| Canada Top Singles (RPM)  | 69         |

### Certificações
| Região | Certificação | Unidades /vendas certificadas |
| ------ | ------------ | ----------------------------- |
| (SNEP) | Prata        | 250.000 *                     |